# Скорцены
Скорцены (рум. Scorţeni, Скорцень) — село в Теленештском районе Молдавии. Относится к сёлам, не образующим коммуну.

## География
Село расположено на высоте 95 метров над уровнем моря.

## Население
По данным переписи населения 2004 года, в селе Скорцень проживает 2499 человек (1244 мужчины, 1255 женщин).
Этнический состав села:
| Национальность | Число жителей | Процентный состав |
| -------------- | ------------- | ----------------- |
| молдаване      | 2459          | 98.4              |
| румыны         | 27            | 1.08              |
| русские        | 7             | 0.28              |
| украинцы       | 5             | 0.2               |
| прочие         | 1             | 0.04              |
| Всего          | 2499          | 100%              |